# 軽海駅
軽海駅（かるみえき）は、石川県小松市軽海町に存在した北陸鉄道小松線の駅（廃駅）である。

## 概要
小松市東部の丘陵地帯に位置する中海地区の入口にあり、開業当初に路線延長を計画していた原・麦口地区からの利用者もあった。乗降客数は1979年当時、一日平均250人。

## 歴史
- 1929年（昭和4年）5月15日：白山電気鉄道の駅として開業。
- 1937年（昭和12年）11月4日：小松電気鉄道に社名変更、同社の駅となる。
- 1945年（昭和20年）7月20日：小松電気鉄道から北陸鉄道に営業権譲渡、同社の駅となる。
- 1986年（昭和61年）6月1日：小松線全線廃止により廃駅。

## 駅構造
線路より南側に位置していた単式ホーム1面1線と小松駅方から分岐する貨物側線1本があり、ホーム上に木造の駅舎があったが早い段階で無人化され、その後は荒廃していた。

## 廃止後
跡地は空き地となっていたが、2000年（平成12年）頃に2車線の道路が造られた。この先鵜川遊泉寺駅に向かって梯川の堤防までの間は、徐々に勾配を上ってゆく築堤がほぼ完全な形で残されている。

## 隣の駅
北陸鉄道
小松線
佐々木駅 - 軽海駅 - 鵜川遊泉寺駅